# Port lotniczy Ōita
Port lotniczy Ōita (IATA: OIT, ICAO: RJFO) – port lotniczy położony w Kunisaki, w prefekturze Ōita, w Japonii.